# 格拉布科格爾山
46°55′44″N 10°53′22″E / 46.92889°N 10.88944°E

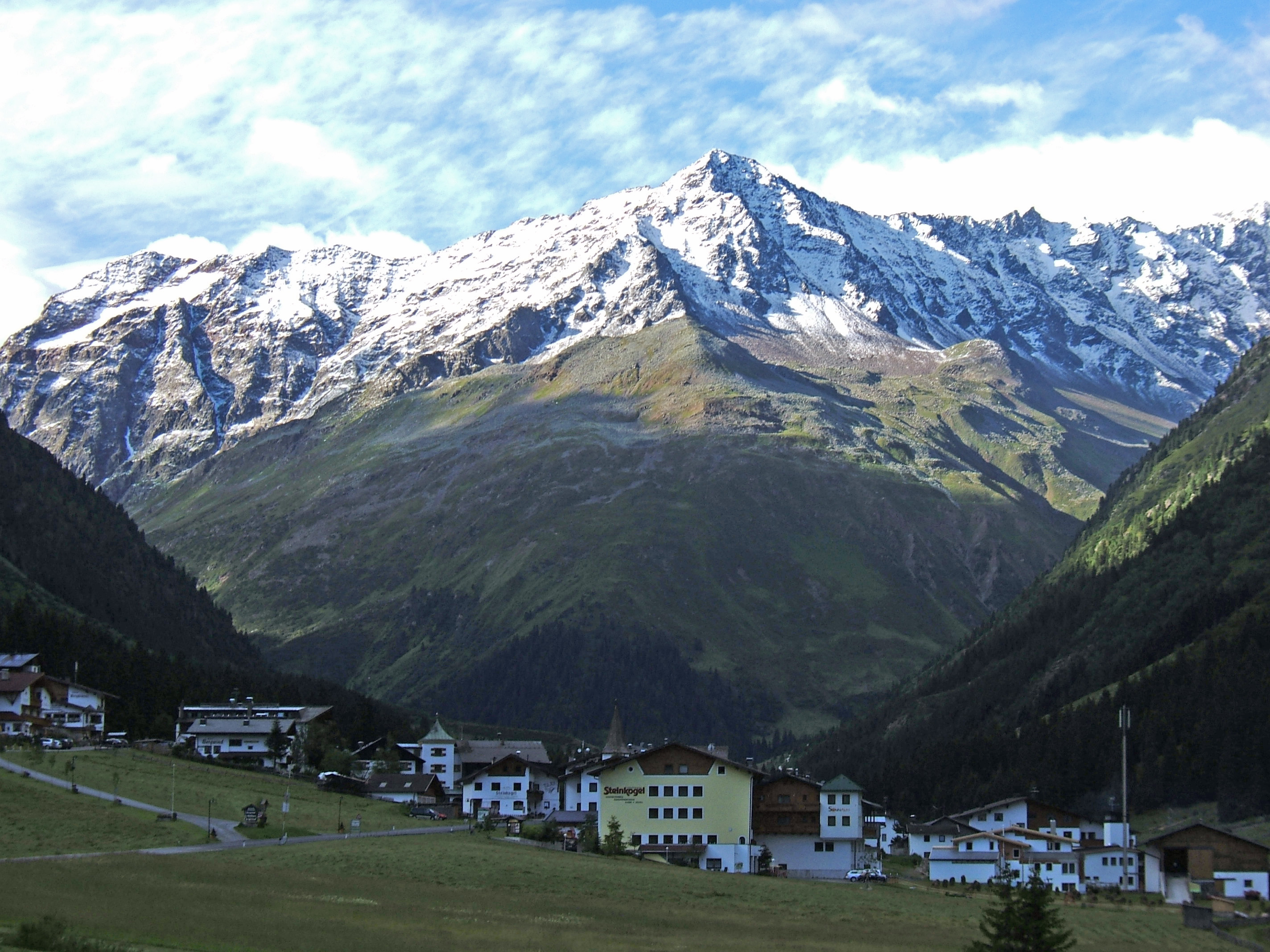

格拉布科格爾山（德語：Grabkogel），是奧地利的山峰，位於該國西部，由蒂羅爾州負責管轄，屬於奧茨塔爾阿爾卑斯山脈的一部分，距離米塔格斯科格爾山0.8公里，海拔高度3,052米。